# Hemidactylus mabouia
Espèce
Synonymes
- Gekko mabouia Moreau de Jonnès, 1818
- Gecko tuberculosus Raddi, 1823
- Gekko armatus Wied, 1824
- Gekko incanescens Wied, 1824
- Gecko aculeatus Spix, 1825
- Gecko cruciger Spix, 1825
- Hemidactylus tuberculosus Fitzinger, 1826
- Hemidactylus armatus Fitzinger, 1846
- Hemidactylus exaspis Cope, 1868
- Hemidactylus frenatus var. calabaricus 
Boettger, 1878
- Hemidactylus benguellensis Bocage, 1893

Hemidactylus mabouia est une espèce de geckos de la famille des Gekkonidae. En français elle est nommée hémidactyle commun, ou gecko des maisons, ou encore aux Antilles mabouya domestique

## Dénominations
Le nom de cette espèce vient du mot mabuya, qui désigne dans les caraïbes un esprit malfaisant. Ce terme est passé dans le langage courant pour désigner les geckos.

## Écologie et comportement
C'est un animal territorial, les mâles défendent leur territoire contre les autres.
Il s'est bien adapté à la présence humaine, entrant fréquemment dans les maisons pour chasser les insectes, là où il côtoie l'homme.
C'est un gecko insectivore, nocturne et arboricole.

### Reproduction
Ce gecko est mature un peu avant sa première année. Les œufs sont pondus deux par deux et incubent durant environ deux mois. Les petits ont le même régime alimentaire que les adultes.

## Habitat et répartition

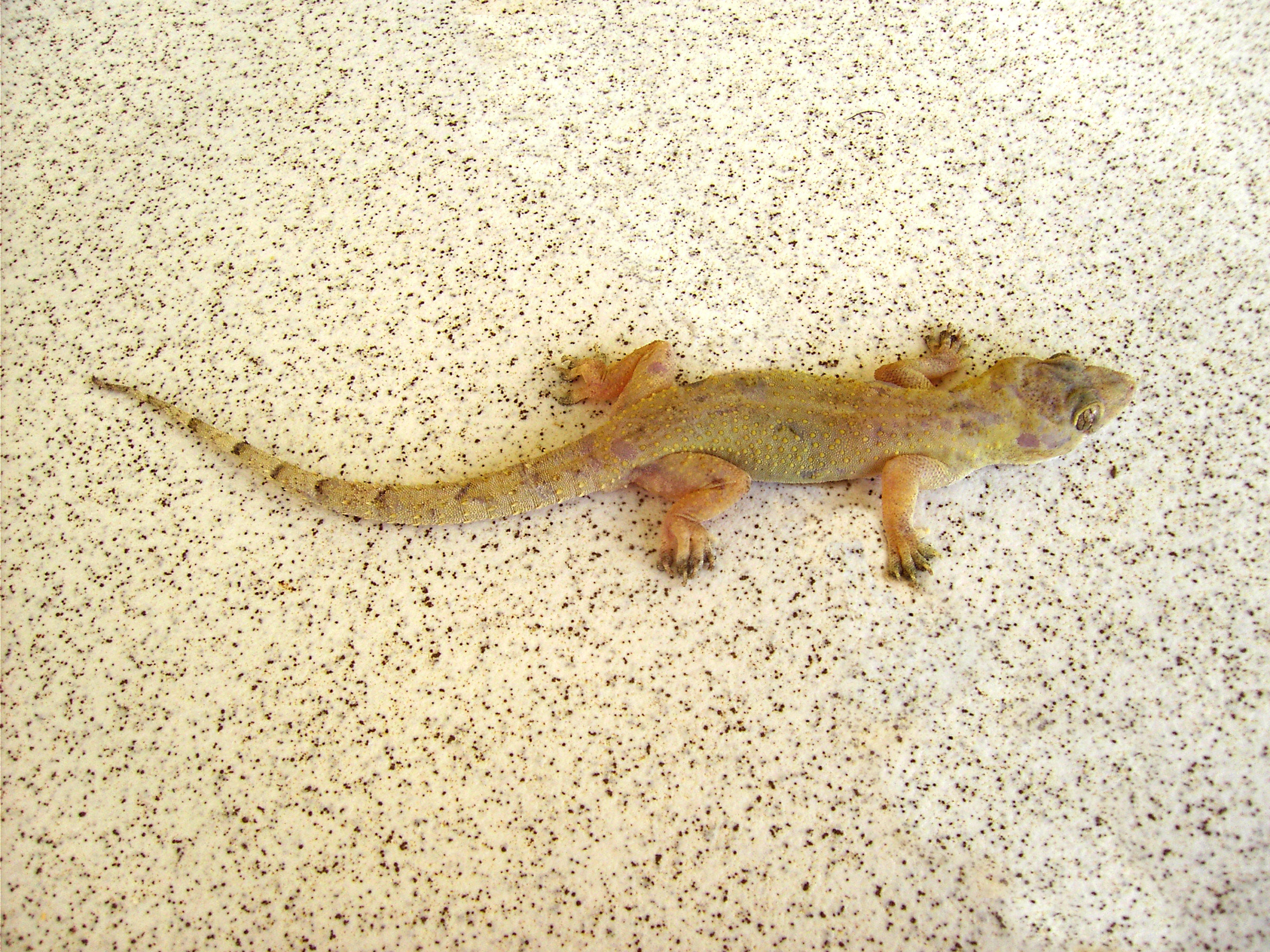
Hemidactylus mabouia

Ce gecko vit dans la forêt tropicale humide, où l'hygrométrie dépasse les 60 %, avec des températures entre 25 et 30 °C la journée et chutant faiblement la nuit (20 à 25 °C environ).
Cette espèce est originaire d'Afrique, elle se rencontre :
- au Sénégal, en Guinée, au Mali, au Ghana, au Bénin, au Nigeria, au Cameroun, au Gabon, à Sao Tomé-et-Principe, en Centrafrique, au Tchad, au Éthiopie, au Érythrée, au Kenya, en Tanzanie, au Congo-Kinshasa, en Zambie, au Zimbabwe, au Mozambique, aux Seychelles, au Swaziland et en Afrique du Sud.

Elle a été introduite à Madère et en Amérique :
- en Floride aux États-Unis, au Mexique, au Honduras, au Costa Rica, au Panama, à Porto Rico, aux îles Vierges, aux îles Caïmans, en Guadeloupe, à la Martinique, à Trinité-et-Tobago, en Colombie, au Venezuela, au Guyana, au Suriname, en Guyane, au Brésil, en Équateur, au Pérou, en Bolivie, en Argentine, au Paraguay et en Uruguay.

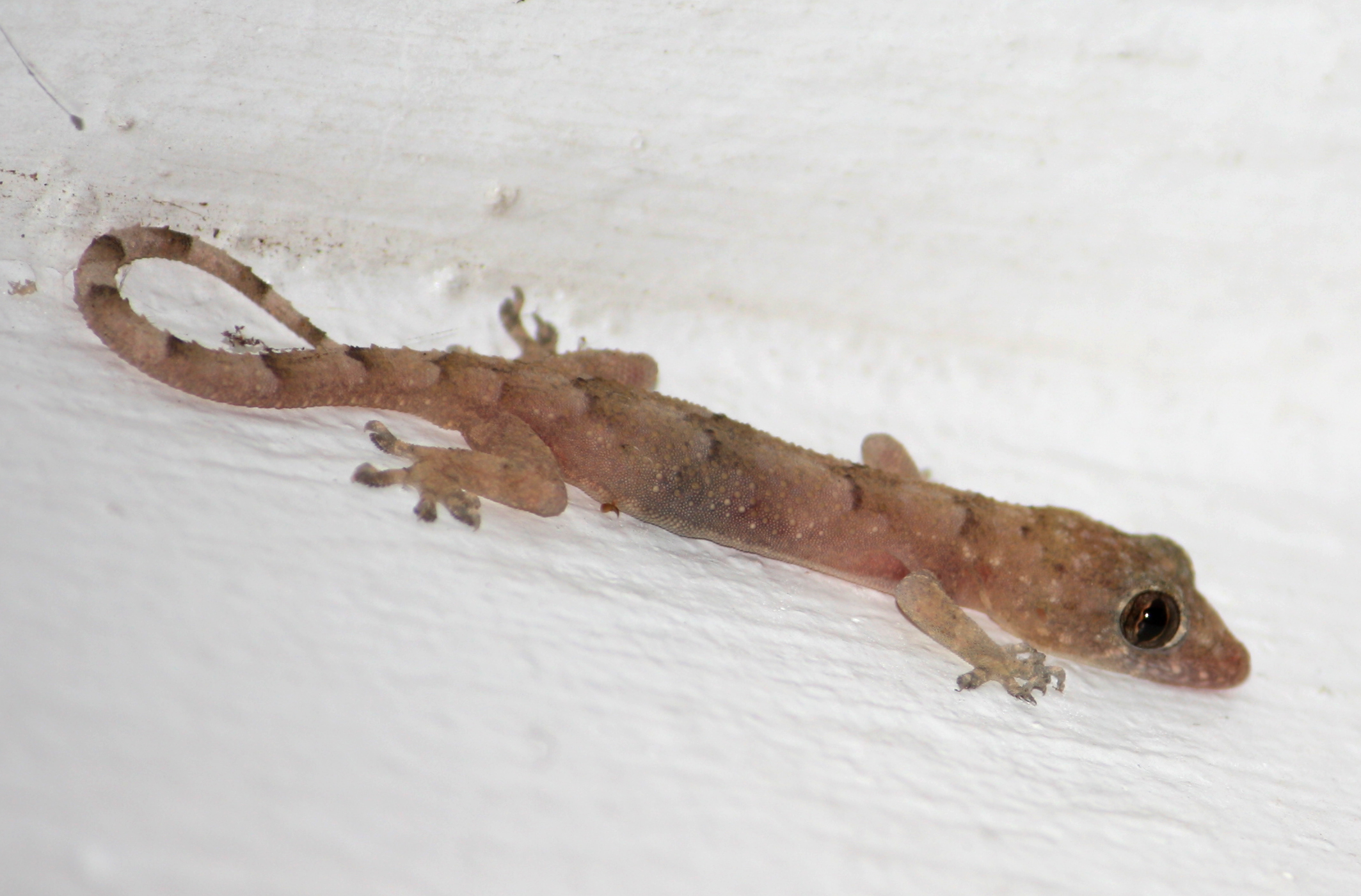
Hemidactylus mabouia

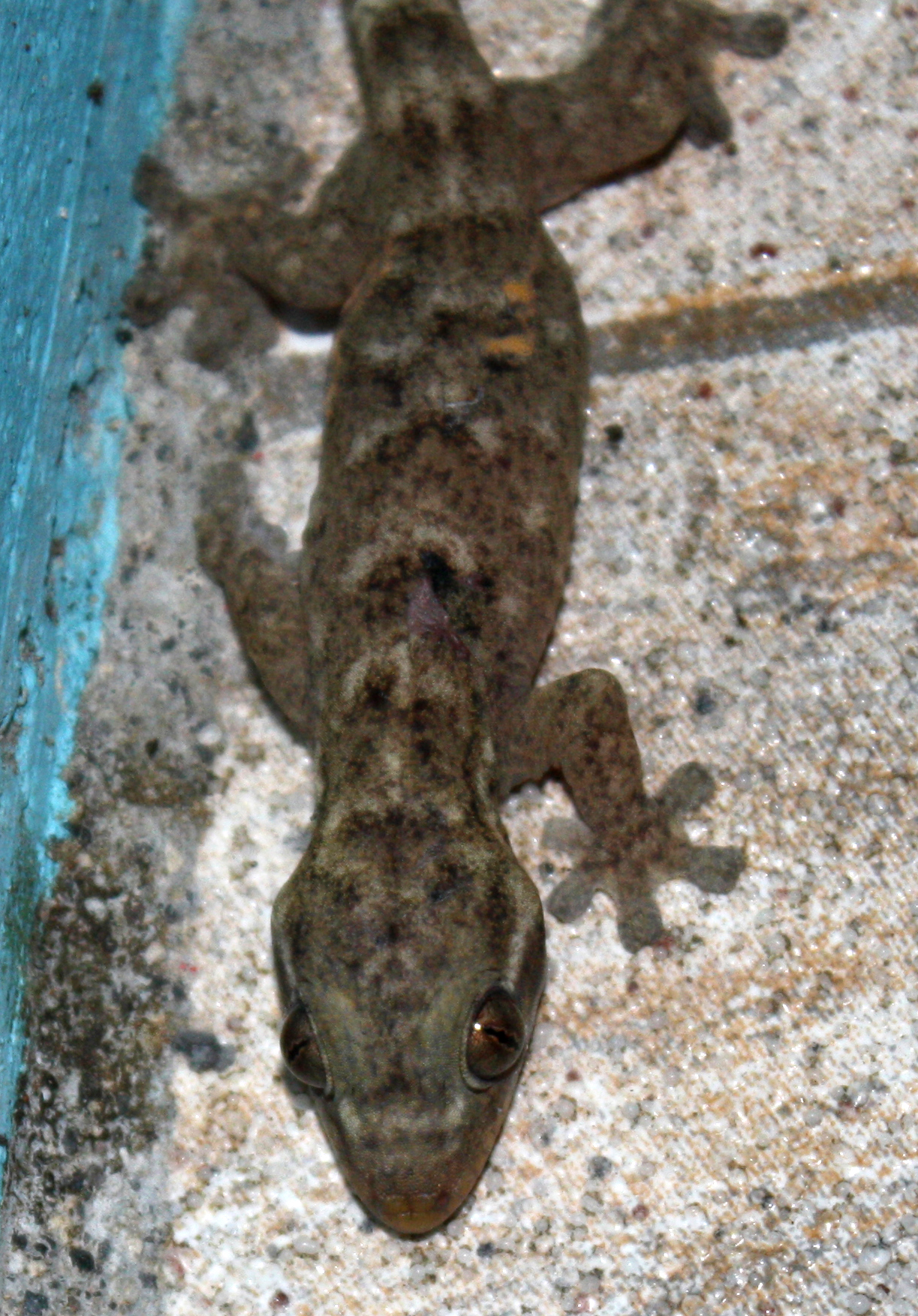
Hemidactylus mabouia

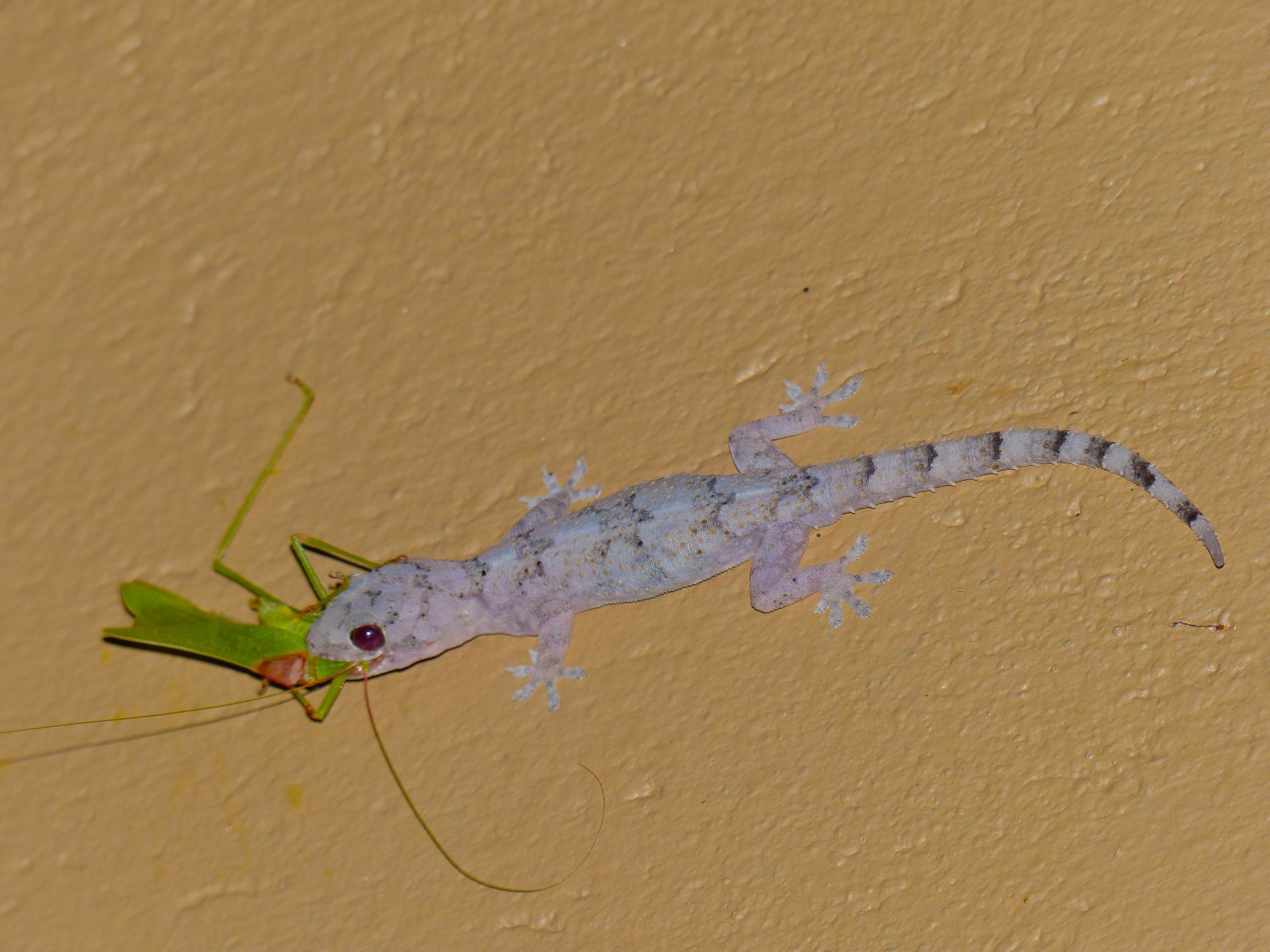
Hemidactylus mabouia mangeant une sauterelle

## L'espèce et les humains

### Philatélie
Cette espèce a été représentée sur des timbres des pays suivants :
- Barbade : 50 c.
- Îles Vierges britanniques : en 1999 (1,50 $)

### En captivité
On rencontre cette espèce en terrariophilie.

## Publication originale
- Moreau De Jonnès, 1818 : Monographie du mabouja des murailles, ou Gecko Mabouja des Antilles. Bulletin des Sciences / par la Société Philomatique de Paris, ser. 3, vol. 5, p. 138-139 (texte intégral).